# Messalina (1923)
Messalina ist ein im antiken Rom spielender, gut zweistündiger italienischer Monumental-Stummfilm aus dem Jahre 1923 von Enrico Guazzoni mit Rina De Liguoro in der Titelrolle.

## Handlung

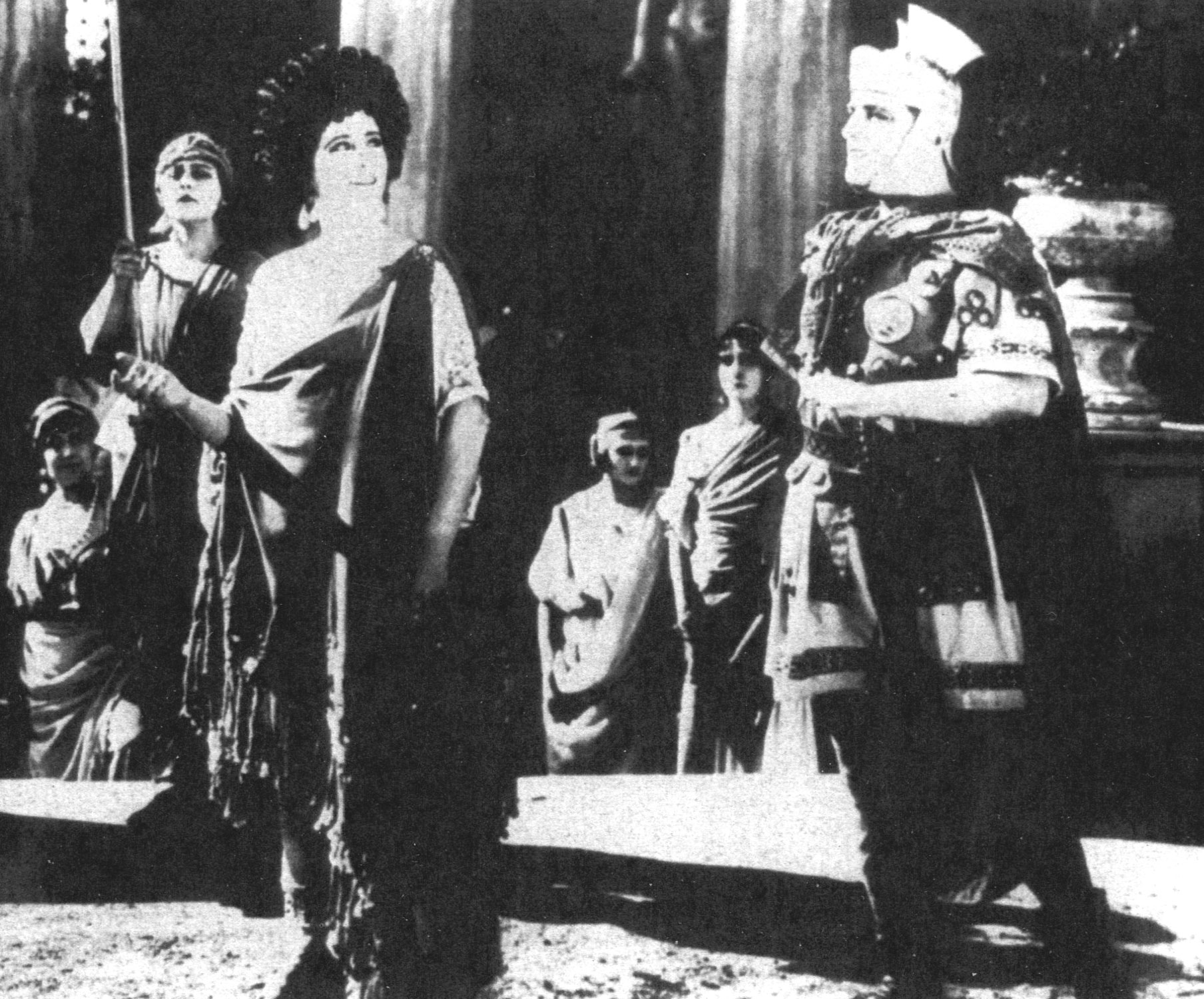
Filmszene mit Rina De Liguoro (links) als Messalina

Die Geschichte hebt keinerlei Anspruch auf historische Richtigkeit.
Claudius wird nach der Ermordung Caligulas durch die Prätorianergarde per Akklamation zum römischen Imperator ausgerufen. Der Anführer der Garde, Markus, ist in die unmoralische Kaiser-Gattin Messalina verliebt, die aufgrund ihres liederlichen Lebensstils vom Volk als „Hure Roms“ verabscheut wird. Messalina hat sich ihren Ruf durch ihr flatterhaftes Liebesleben regelrecht „erarbeitet“. Oft verließ sie den kaiserlichen Palast, um auf der Suche nach flüchtigen Abenteuern die berüchtigten Stadtviertel der Kapitale zu durchstreichen. Eines Tages rettet sie Änius, ein persischer Sklave, der in sie verliebt ist, bei einem Überfall. Dadurch gerät Messalina zur Rivalin von Mirit, der hohen Priesterin der Isis, die den Änius unter Druck setzt, statt der Kaiserin ihr seine Gunst zu erweisen.
Imperator Claudius vereitelt unterdessen eine von Markus angezettelte Verschwörung, die darauf abzielt, ihn, den Kaiser, zu stürzen. Der lässt daraufhin den ränkeschmiedenden Widersacher ermorden. Um die Fesseln der Sklaverei abzuschütteln, nimmt Änius an einem Wagenrennen teil. Mirit, die über Änius’ Ablehnung ihrer Gunsterweisung zutiefst erbost ist, lässt seine besten Quadriga-Pferde vergiften, ohne die Änius nicht gewinnen und damit auch nicht der Sklaverei entfliehen kann. Ohne seine erfahrenen Pferde kann Änius die Quadriga nicht halten und kippt während des Rennens um. Ehe er von den Gladiatoren aufgesammelt und getötet werden kann, eilt Messalina herbei und bringt ihn in Sicherheit. Wenig später plant Messalina eine Verschwörung gegen ihren Mann. Als sie dabei entdeckt wird, bringt sie sich selbst um, ehe die Prätorianergarde sie in Ketten legen kann.

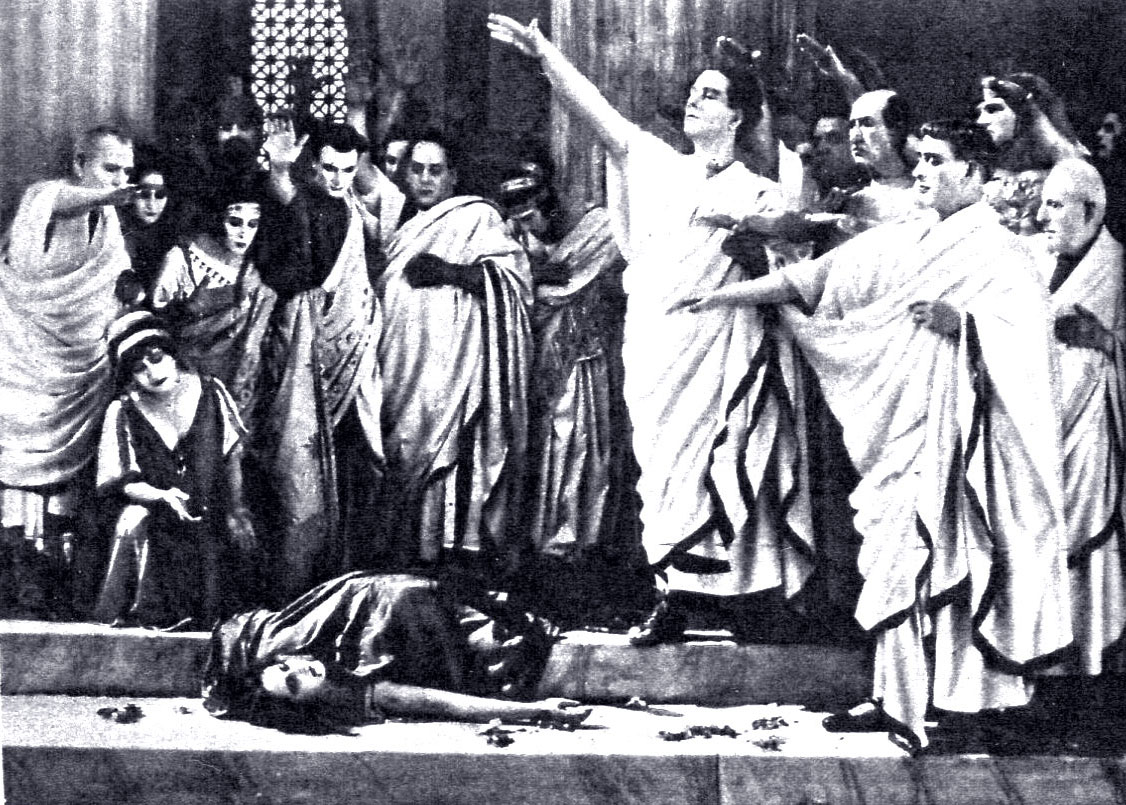
Sterbeszene der Messalina

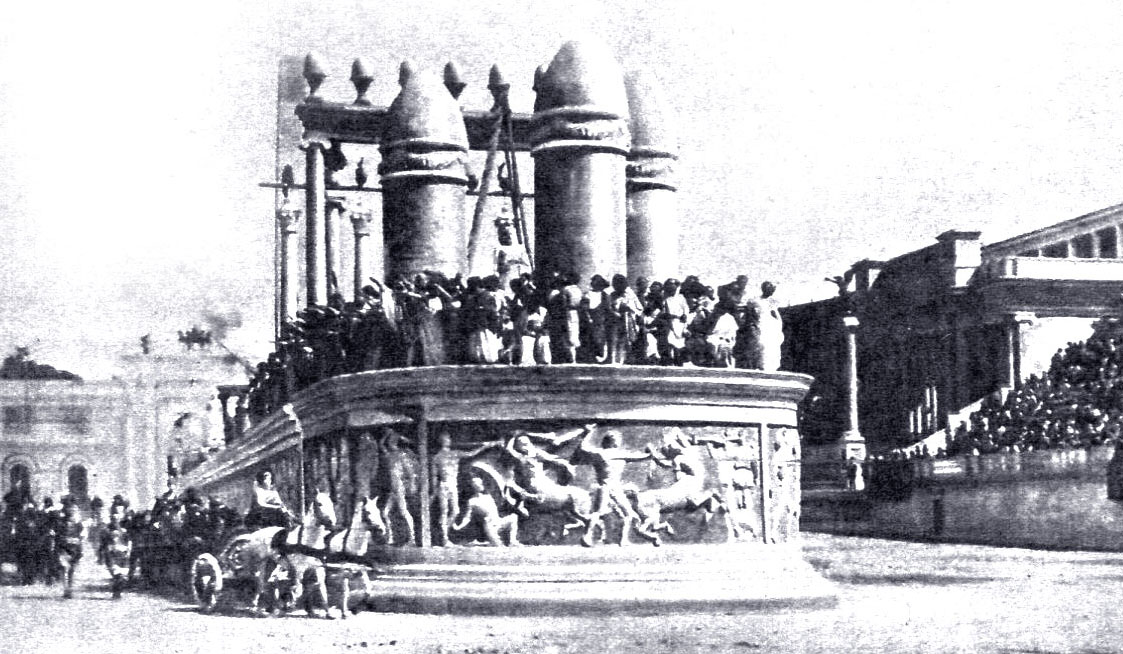
Die zentrale Wagenrennen-Szene

## Produktionsnotizen
Messalina entstand zwischen 1921 und 1923 und wurde noch im Juli desselben Jahres in den Gärten von Roms Quirinalspalast in Anwesenheit von Italiens König Viktor Emanuel III., der Monate zuvor zeitweise bei den Dreharbeiten anwesend war, uraufgeführt. Der Zwölfakter besaß eine Länge von 3373 Meter. Eine deutsche Premiere ist derzeit nicht feststellbar, in Österreich lief der Film am 18. Januar 1924 an.

## Einordnung
Mit diesem Film nahmen die Italiener das bereits vor Ausbruch des Ersten Weltkriegs bestellte Feld des Antik-, Sandalen- und Monumentalfilms wieder auf. Es wurde versucht, mit dem ureigensten Filmgenre etwaige Konkurrenz aus Europa und Hollywood aus dem Feld zu schlagen. Im Jahr der Premiere von Messalina begannen gleich im Anschluss daran die Dreharbeiten zu einem Remake des Antikfilmklassikers Quo Vadis?, diesmal mit Emil Jannings in der Hauptrolle.
Zwei Jahre darauf konnte man in Fred Niblos Ben Hur-Verfilmung gleichfalls eine sehr ähnlich gestaltete Wagenrennen-Szene sehen.

## Kritiken
Die zeitgenössischen Besprechungen waren voll des Lobes und voller Bewunderung für Guazzonis Mammutwerk.
Ein italienischer Filmkritiker schrieb:

„Hervorragend Rina De Liguoro in der Rolle, die ideal zu ihr passt (...) korrupt, verdorben und schön. Messalina ist der Triumph des italienischen Kinos, der Stolz von Guazzoni, die Wiedergeburt unserer Kunst.“

Im Wiener Kino-Journal hieß es: „Dieser Großfilm […] ist ein hohes Kunstwerk, voll Schönheit und Pracht, und wenn der Film eine Empfehlung brauchen würde, so könnte es vollauf genügen, dass ihn der berühmte Regisseur des Filmes ‚Quo vadis‘, Guarzoni [sic!], geschaffen [hat]. […] Der Film weist nie gesehene Beleuchtungseffekte, grandiose Massenszenen auf und birgt in sich eine Reihe so vollendeter Frauenschönheiten, dass schon diese allein besonderes Interesse erregen werden. Dazu das herrliche Motiv Messalina und das alte Rom“
Bei der Österreich-Premiere legte das Kino-Journal noch einmal nach. Diesmal hieß es: „Ein riesiges Werk mit einer ungeheuren Ausstattung ist dieser zwölf prunkvolle Akte umspannende Kolossalfilm. Was die Kaiserzeit im alten Rom an entnervendem Luxus zu bieten vermochte, was Laster, Verbrechen und Herrschsucht zeugten, das alles ist hier zusammengefaßt [sic], um dieser Kurtisane auf dem Kaiserthron des weltbeherrschenden Roms eine würdige Folie zu geben. […] Es ist bewunderungswürdig, mit welcher Präzision die Regie […] sich durch diese weit verzweigte Handlung durcharbeitet. […] Vollkommen zufriedenstellend ist auch die Photographie.“
Jahrzehnte später kam der polnische Filmhistoriker Jerzy Toeplitz zu folgendem Schuss: „Der Film Messalina wurde von Enrico Guazzoni, dem Pionier des historischen Films, nur deswegen gedreht, damit der Zuschauer durch die Quadrigarennen (schon vor Ben Hur von Fred Niblo) in Erstaunen gesetzt wurde und den Charme und das Talent der Gräfin Liguoro in der Hauptrolle bewundern konnte.“